# Beilstein (Rhön)
Der Beilstein ist eine 864,6 m ü. NHN hohe Basaltkuppe der Rhön, einem Mittelgebirge in Bayern, Hessen und Thüringen (Deutschland). Er liegt in der Hohen Rhön auf der bayerisch-hessischen Grenze, die dort die Grenze der Stadt Gersfeld im hessischen Landkreis Fulda zum Markt Wildflecken im bayerischen Landkreis Bad Kissingen bildet.
Auf dem Berg befinden sich Teile des Truppenübungsplatzes Wildflecken.

## Geographie

### Lage
Der Beilstein ist Teil des Massivs der Dammersfeldkuppe. Sein Nordhang gehört zum Naturpark Hessische Rhön. Nach Süden leitet die Landschaft durch den Truppenübungsplatz Wildflecken zum Naturpark Bayerische Rhön über. Der Berg, beide Naturparks und das militärische Sperrgebiet liegen im Biosphärenreservat Rhön. Die Bergkuppe befindet sich im Landkreis Fulda (Osthessen) rund 50 m nördlich der bayerisch-hessischen Grenze; jenseits dieser Grenze liegt der Landkreis Bad Kissingen. Der Kernort des hessischen Gersfeld befindet sich rund 5,1 km nordnordöstlich des Bergs, jener des bayerischen Wildflecken etwa 3,4 km südsüdöstlich.
Knapp 900 m ostnordöstlich des Beilsteins erhebt sich der Eierhauckberg. Etwa 650 m südwestlich liegt die Basaltkuppe Rabenstein; auf der südwestlichen ihrer zwei Felsformationen befinden sich Reste der Burgruine Rabenstein.

### Naturräumliche Zuordnung
Der Beilstein gehört in der naturräumlichen Haupteinheitengruppe Osthessisches Bergland (Nr. 35), in der Haupteinheit Hohe Rhön (354) und in der Untereinheit Südliche Hochrhön (354.0) zum Naturraum Dammersfeldrücken (354.00). Die Landschaft fällt nach Norden in den Naturraum Milseburger Kuppenrhön (353.21) ab, der in der Haupteinheit Vorder- und Kuppenrhön (mit Hessischem Landrücken) (353) und zur Untereinheit Kuppenrhön (353.2) zählt.

### Rhein-Weser-Wasserscheide
Über den Beilstein verläuft die Rhein-Weser-Wasserscheide. Das Wasser der Fließgewässer, die vom Berg anfangs in südöstlicher Richtung verlaufen, fließt durch die Sinn, die Fränkische Saale und den Main in den Rhein. Dementgegen verläuft jenes der Bäche, die zu Beginn in nordnordwestliche Richtung fließen, durch die Schmalnau (im Ober- und Mittellauf Rommerser Wasser genannt) und die Fulda in die Weser.

## Geologie
Der Gipfel des Beilsteins bildet eine markante Klippe von 15 bis 20 Meter Höhe, die aus dem umgebenden Wald herausragt.
Das Gestein des Beilsteins wurde als Nephelinbasalt beschrieben, ein dunkles, feinkörniges Eruptivgestein, das arm an Kieselsäure ist, so dass ein Teil der Feldspate durch den Feldspatvertreter Nephelin ersetzt ist. Der Beilstein ist ein als Härtling von der Erosion herauspräparierte Förderschlot des Vulkanismus der Rhön. Der Berg selbst war also kein Vulkan, sondern zur Zeit des aktiven Vulkanismus tief im Nebengestein (hier des Muschelkalk) verborgen. Wenn er mit einem oberirdischen Vulkan in Verbindung stand, was nicht mehr nachweisbar ist, wurde dieser schon restlos wieder abgetragen. Die Genese der Kuppe als Schlotfüllung lässt sich unter anderem an der Orientierung der Basaltsäulen feststellen. Diese zeigen als bei der Abkühlung entstandene Schwundrisse immer in Richtung der Abkühlung des erstarrenden Magmas.
An seinem Nordhang treten mehrere Basaltformationen zutage. Auf dem kahlen Gipfel befindet sich ein etwa 2 × 1 m großes Loch unbekannter Genese im Basalt. Direkt am Forstweg, der den Berg im Norden tangiert, liegt am Abhang des eigentlichen Beilsteins eine weitere bekannte Felsformation, der Ludwigstein. Auch die Klippe des Ludwigsteins kann als Schlotfüllung gedeutet werden. Sie ragt etwa 20 Meter hoch aus dem Wald auf und geht hangabwärts in eine Blockhalde über. Das Gestein, ebenfalls Basanit, ist als sogenannter „Sonnenbrenner“ ausgebildet, wodurch er für die Nutzung uninteressant ist. In die feinkörnige Grundmasse sind außerdem Xenokristalle von Olivin eingelagert, die mit der Schmelze bei ihrem Aufstieg direkt aus dem oberen Erdmantel mitgerissen wurden.

## Schutzgebiete und Fauna
Auf dem Nordteil des Beilsteins liegen Bereiche des hessischen Fauna-Flora-Habitat-Gebiets Haderwald (FFH-Nr. 5525-352; 17,9486 km² groß) und auf dem Südteil solche des FFH-Gebiets Bayerische Hohe Rhön (FFH-Nr. 5526-371; 192,6059 km²). Im Norden befinden sich Teile des Vogelschutzgebiets (VSG) Hessische Rhön (VSG-Nr. 5425-401; 360,8013 km²) und im Süden solche des VSG Bayerische Hohe Rhön (VSG-Nr. 5526-471; 190,2908 km²).
Der Beilstein ist ausgenommen des höchsten Bereichs seiner Bergkuppe von Laubwald bestanden. Östlich der Kuppe liegt eine langgestreckte Lichtung.

## Wandern im Truppenübungsplatz Wildflecken
Aufgrund seiner Lage im Truppenübungsplatz Wildflecken ist der Beilstein normalerweise für die Öffentlichkeit nicht zugänglich, jedoch kann er gelegentlich beim alljährlich am letzten Juliwochenende im militärischen Sperrgebiet auf wechselnden Routen stattfindenden „Volksmarsch“ erwandert werden.